# AIDA (marketing)
AIDA je anglický akronym pro účinný model stupňového působení propagace, který postupuje krok za krokem čtyřmi etapami, které přímo ovlivňují nákupní proces konzumentů. Zakladatelem modelu je americký marketér Elias St. Elmo Lewis, který model založil v roce 1898.

## Fáze reakce
- Attention – jedná se o kognitivní fázi, konzument ještě neví o produktu nebo službě, cílem je proto upoutání jeho pozornosti, obvykle pomocí reklamy.[1] Jedním z nejlepších postupů při získávání pozornosti konzumenta je takzvaná "kreativní disrupce", tedy přerušení zažitých vzorců chování pomocí vysoce kreativních sdělení. Lze toho dosáhnout mnohými způsoby, nejčastěji přes:
  - umístění reklamy na neočekávané místo nebo do neočekávané situace
  - vytvoření efektu šoku přes provokativní a nekonvenční vizuální prvky
  - intenzivní zacílení reklamního sdělení – personalizaci[2]
- Interest – pro udržení pozornosti konzumenta je nutné vzbudit zájem o informace a produkt (bezděčná pozornost přechází v záměrnou). V této fázi jsou důležité interaktivní prvky sdělení a poskytnutí informací o parametrech a benefitech produktu[3], které vedou konzumenta k podrobnějšímu prozkoumání produktu
- Desire – vytvoření touhy (přání, rozhodnutí) vlastnit produkt. Efektivními strategiemi v této fázi můžou být: 
  - představení příběhu a hodnot společnosti
  - zdůraznění jedinečnosti produktu nebo služby
  - vytvoření emocionální vazby
- Action – výzva k akci (lidé zašlou objednávku nebo si jdou výrobek koupit). V této fázi je důležité co nejvíce usnadnit a urychlit nákupní proces a ujistit se, že všechny kroky vedoucí k nákupu fungují správně.

Někdy se na konec přidává etapa *S jako Satisfaction. Po koupi produktu je zákazník spokojen, k výrobku se vrací a doporučuje jej ostatním.
Model AIDA se využívá úspěšně v různých druzích reklamy a propagace. Tento postup je osvědčený i pro Copywriting (psaní pro web).

## Kritika modelu
Hlavní kritika modelu směřuje k jeho linearitě a chronologickému zobrazení rozhodovacího a nákupního procesu. Konzument může a nemusí postupovat lineárně, různé fáze se mohou přelínat nebo být zcela vypuštěny. Konzument může také zůstat vůči sdělení zcela pasivní.